# Andranomanelatra
Andranomanelatra is een plaats en commune in het centrum van Madagaskar, behorend tot het district Antsirabe II, dat gelegen is in de regio Vakinankaratra. Tijdens een volkstelling in 2001 telde de plaats 29.998 inwoners.
De plaats biedt naast lager onderwijs ook middelbaar onderwijs aan. 63,5 % van de bevolking werkt als landbouwer en 35 % houdt zich bezig met veeteelt. De belangrijkste landbouwproducten zijn rijst en mais; andere belangrijke producten zijn aardappelen en tomaten. Verder heeft 1,5% een baan in de industrie.